# 刘家坪白族乡
刘家坪白族乡，是中华人民共和国湖南省张家界市桑植县下辖的一个乡镇级行政单位。

## 行政区划
刘家坪白族乡下辖以下地区：
英子山村、双溪桥村、高家坪村、唐家桥村、朱机塔村、双元坪村、熊家湾村、刘家坪村、田儿亚村、朝阳地村、新桥村、关溪涧村和晚田峪村。